# Putovanje kroz vreme
Putovanje kroz vreme je kretanje osobe ili predmeta između dve tačke u vremenu, analogno kretanju između dve tačke u prostoru, obično pomoću hipotetičke naprave zvane vremeplov. Putovanje kroz vreme je široko rasprostranjen koncept u filozofiji i književnosti. Ideju o vremeplovu je popularisao Herbert Džordž Vels u svom romanu Vremeplov iz 1895.
Nije sigurno da li je putovanje u prošlost fizički moguće. S druge strane, putovanje u budućnost je, nezavisno od uobičajenog osećaja percepcije vremena, fenomen koji je detaljno proučen i dobro objašnjen u okvirima specijalne i opšte relativnosti. Međutim, uz pomoć današnje tehnologije nije moguće izvesti da se jedno telo pomeri ispred ili iza drugog u vremenu za više od nekoliko milisekundi. Što se tiče putovanja unazad kroz vreme, moguće je naći rešenja u opštoj relativnosti koja to dozvoljavaju, ali ta rešenja zahtevaju uslove koji možda nisu fizički mogući. Putovanje u arbitrarnu tačku u prostorvremenu ima veoma malu podršku u teorijskoj fizici i obično je povezano samo sa kvantnom mehanikom ili crvotočinama, takođe poznatim pod nazivom Ajnštajn-Rozenovi mostovi.

## Istorijat ideje o putovanju kroz vreme
Neki drevni mitovi govore o osobama koje odlaze unapred kroz vreme. U hinduističkoj mitologiji, Mahabharata pominje priču o kralju Raivati Kakudmiju, koji putuje na nebo da upozna tvorca Brahmana i kad se vrati na Zemlju, sa iznenađenjem shvata da je prošlo mnogo vekova. Budistički Pali kanon pominje relativnost vremena. Staroindijski filozof Pajasi pominje jednog od glavnih Budinih učenika, Kumaru Kasapu, koji objašnjava Pajasiju da vreme na Nebu protiče drugačije nego na Zemlji. Japanska priča o Urašimi Tarou, govori o mladom ribaru po imenu Urašima Taro koji odlazi u palatu pod morem. Posle tri dana, vraća se kući u svoje selo i otkriva da se nalazi 300 godina u budućnosti, gde ga niko ne poznaje, kuća mu je srušena, a porodica umrla. U jevrejskoj tradiciji, pominje se da je učenjak iz 1. veka pre n. e, Honi ha-Magel, zaspao i spavao punih sedamdeset godina. Kada se probudio, vratio se kući, ali nije našao nikoga od ljudi koje je poznavao i niko mu nije verovao kada bi rekao ko je.

### Prebacivanje u naučnu fantastiku
U ranim naučnofantastičnim pričama pojavljuju se likovi koji spavaju dugi niz godina i bude se u izmenjenom društvu ili su preneti u prošlost natprirodnim putem. Neke od tih priča su L'An 2440, rêve s'il en fût jamais (1770.) Luj-Sebastijana Mersijea, Rip Van Vinkl (1819.) Vašingtona Irvinga, Gledanje unazad (1888.) Edvarda Belamija i Kad se spavač probudi (1899.) H. Dž. Velsa. Produženo spavanje je, poput poznatijeg metoda — vremeplova, korišćeno kao sredstvo za putovanje kroz vreme u ovim pričama.
Ne zna se zasigurno koje je prvo delo u kome se pominje putovanje u prošlost. Memoari iz dvadesetog veka (iz 1733.), Semjuela Medena, predstavljaju seriju pisama britanskih ambasadora iz 1997. i 1998. diplomatama iz prošlosti, u kojima opisuju političke i religijske prilike iz budućnosti.‍:95–96 S obzirom da pripovedač dobija ta pisma od svog anđela čuvara, Pol Alkon u svojoj knjizi Poreklo futurističke fikcije navodi da je „prvi putnik kroz vreme u engleskoj književnosti anđeo čuvar.”‍:85 Meden ne objašnjava kako anđeo dolazi do tih dokumenata, ali Alkon kaže da Meden „zaslužuje priznanje kao prvi koji se poigrao sa idejom putovanja kroz vreme na način da se u sadašnjosti nailazi na jedan artefakt koji je poslat iz budućnosti.”‍:95–96 U antologiji naučne fantastike Far Boundaries iz 1951, priređivač Ogast Derlet (August Derleth) navodi da je jedna od prvih priča o putovanju kroz vreme Čekajući kočiju: Anahronizam, napisana 1838. za Dablinski književni časopis, od strane nepoznatog autora.‍:3 Dok narator čeka kočiju pod drvetom u Njukaslu, biva prebačen hiljadu godina unazad kroz vreme. Tamo nailazi na časnog Bedu u jednom manastiru i objašnjava mu razvoj u nadolazećim stolećima.‍:11–38
Božićna priča Čarlsa Dikensa, iz 1843, sadrži jedan od prvih prikaza putovanja kroz vreme u oba pravca. Glavni junak, Ebenizer Skrudž, putuje u prošle i buduće Božiće. Druge priče koriste isti šablon, u kome se likovi, pošto se probude iz sna, nađu u nekom drugom vremenu. Jedan jasniji primer putovanja u prošlost nalazi se u popularnoj knjizi iz 1861. Paris avant les hommes (Pariz pre ljudi), francuskog botaničara i geologa Pjera Boatara (Pierre Boitard), objavljenoj posthumno. U ovoj priči, glavni junak je pomoću magije prebačen u praistorijsku prošlost, gde nailazi na pleziosaurusa i jednog majmunolikog pretka i stupa u interakciju sa drevnim stvorenjima.

### Prvi vremeplovi
Jedna od prvih priča u kojoj se kao sredstvo za putovanje kroz vreme koristi vremeplov je Sat koji je išao unazad, Edvarda Pejdža Mičela, koja se pojavila u časopisu Njujork San 1881. godine. Međutim, mehanizam ovog sata se graniči sa fantazijom. Neuobičajeni sat, kada se navije, ide unazad i prenosi ljude u njegovoj blizini u prošlost. Autor ne objašnjava poreklo ili svojstva sata.‍:55 Priča El Anacronópete, iz 1887, Enrikea Gaspar i Rimboa, verovatno je prva koja prikazuje brod koji je konstruisan za putovanje kroz vreme. Endru Sojer navodi da ova priča predstavlja „prvi dosad zabeleženi književni opis vremeplova” i dodaje: „Sat koji je išao unazad, Edvarda Pejdža Mičela, obično se navodi kao prva priča sa vremeplovom, ali nisam baš siguran da se časovnik računa u vremeplov.” H.Dž. Velsov Vremeplov, iz 1895, popularizovao je ideju o putovanju kroz vreme pomoću mehaničkih sredstava.

## Putovanje kroz vreme u fizici
Neke teorije, naročito specijalna i opšta relativnost, kažu da bi pogodne geometrije prostorvremena ili specifične vrste kretanja u prostoru mogle dozvoliti putovanje u prošlost i budućnost kad bi te geometrije ili kretanja bili mogući.‍:499 U tehničkim radovima, fizičari razmatraju mogućnost zatvorenih vremenskih krivih, koje predstavljaju svetske linije koje formiraju zatvorene petlje u prostorvremenu, omogućavajući objektima da se vrate u sopstvenu prošlost. Poznato je da postoje rešenja jednačina opšte relativnosti koje opisuju prostorvremena koja sadrže zatvorene vremenske krive, kao što je Godelovo prostorvreme, ali pitanje je da li su ova rešenja fizički ostvariva.
Mnogi u naučnoj zajednici smatraju da je putovanje u prošlost nemoguće. Bilo koja teorija koja bi dozvolila putovanje kroz vreme suočila bi se sa potencijalnim problemima kauzalnosti. Klasičan primer problema koji uključuje kauzalnost je „paradoks dede”: šta ako bi neko otišao u prošlost i ubio svog dedu pre nego što mu je otac bio začet? Neki fizičari, kao što su Novikov i Dojč (Deutsch), smatraju da se ovakvi vremenski paradoksi mogu izbeći pomoću Novikovljevog principa samodoslednosti ili varijacije mnogo-svetovske interpretacije sa interagujućim svetovima.

### Opšta relativnost
Putovanje u prošlost je teorijski moguće u određenim prostorvremenskim geometrijama opšte relativnosti koje dozvoljavaju putovanje brzinom bržom od svetlosne, kao što su kosmičke strune, crvotočine i Alkubijerov pogon.‍:33–130 Teorija opšte relativnosti daje naučnu osnovu za mogućnost putovanja u prošlost pri određenim neuobičajenim scenarijima, mada, prema poluklasičnoj gravitaciji, kada se kvantni efekti uključe u opštu relativnost, ovi prolazi mogu biti zatvoreni. Ovi poluklasični argumenti naveli su Stivena Hokinga da formuliše hipotezu o zaštićenosti hronologije, koja kaže da fundamentalni zakoni prirode ne dozvoljavaju putovanje kroz vreme, ali fizičari ne mogu da dođu do definitivnog suda na tu temu bez spajanja teorije kvantne gravitacije sa kvantnom mehanikom i opštom relativnošću u potpuno jedinstvenu teoriju.‍:150

#### Različite prostorvremenske geometrije
Teorija opšte relativnosti opisuje univerzum prema sistemu jednačina polja koje određuju metriku, ili funkciju distanci, prostorvremena. Postoje tačna rešenja za ove jednačine koja uključuju i zatvorene vremenske krive, koje predstavljaju svetske linije koje se međusobno presecaju; neka tačka u kauzalnoj budućnosti svetske linije je takođe u njenoj kauzalnoj prošlosti, situacija koja se može opisati kao putovanje kroz vreme. Ovakvo rešenje je prvi predložio Kurt Gedel, rešenje poznato kao Gedelova metrika, ali njegovo rešenje (kao i druga rešenja) zahteva da univerzum ima fizičke karakteristike kakve u stvari nema,‍:499 kao što su rotacija i nedostatak Hablove ekspanzije. Još uvek se istražuje da li opšta relativnost zabranjuje zatvorene vremenske krive u svim realističnim uslovima.

#### Crvotočine
Crvotočine predstavljaju hipotetičko zakrivljeno prostorvreme čije je postojanje dozvoljeno prema Ajnštajnovim jednačinama polja opšte relativnosti.‍:100 Pretpostavljeni vremeplov koji koristi crvotočinu hipotetički bi radio na sledeći način: Jedan kraj crvotočine se ubrzava do značajnog procenta brzine svetlosti, možda pomoću nekog naprednog pogonskog sistema, a zatim se vraća nazad na mesto nastanka. Alternativni način je da se uzme jedan ulaz u crvotočinu i pomeri u gravitaciono polje objekta koji ima veću gravitaciju od drugog ulaza, a zatim ga vratiti u poziciju blizu drugog ulaza. Kod obe ove metode, vremenska dilatacija bi prouzrokovala da kraj crvotočine koji je pomeren manje ostari, ili da postane „mlađi”, nego nepokretni kraj, prema viđenju spoljnjeg posmatrača; jer vreme povezuje drugačije kroz crvotočinu nego izvan nje, tako da će sinhronizovani satovi na oba kraja crvotočine uvek ostati sinhronizovani prema viđenju posmatrača koji prolazi kroz crvotočinu, bez obzira na to kako se dva kraja kreću.‍:502 To znači da bi posmatrač koji ulazi u „mlađi” kraj izašao kroz „stariji” kraj u vreme kad je on bio iste starosti kao "mlađi kraj, putujući u prošlost prema viđenju posmatrača od spolja. Jedno značajno ograničenje ovakvog vremeplova je to što bi on mogao najdalje da putuje u prošlost do onog trenutka kada je sam napravljen;‍:503 u suštini, to više predstavlja putanju kroz vreme nego uređaj koji se sam kreće kroz vreme i ne bi dozvolio samoj tehnologiji da putuje u prošlost.
Prema sadašnjim teorijama o prirodi crvotočina, za konstrukciju povezujuće crvotočine bilo bi potrebno postojanje supstance sa negativnom energijom, često nazivane „egzotičnom materijom”. U više tehničkom smislu, prostorvreme crvotočine zahteva raspodelu energije koja narušava razne energetske uslove, kao što je uslov nulte energije zajedno sa uslovima slabe, jake i dominantne energije. Međutim, poznato je da kvantni efekti mogu dovesti do malih izmerljivih narušavanja uslova nulte energije,‍:101 i mnogi fizičari veruju da je potrebna negativna energija možda moguća zbog Kazimirovog efekta u kvantnoj fizici. Iako su prvobitni proračuni ukazivali na to da je potrebna vrlo velika količina negativne energije, kasniji proračuni su pokazali da količina negativne energije može biti proizvoljno mala.
Godine 1993, Met Viser je izneo teoriju da se dva otvora crvotočine sa takvom indukovanom razlikom u satovima ne mogu spojiti bez indukovanja kvantnog polja i gravitacionih efekata koji će ili učiniti da crvotočina kolabira ili da se dva izlaza odbiju međusobno. Zbog ovoga, dva izlaza se ne mogu dovesti dovoljno blizu kako bi se desilo narušavanje uzročnosti. Međutim, u radu iz 1997, Viser je izneo hipotezu da složena konfiguracija „Romanov prsten” N-tog broja crvotočina raspoređenih u simetrični poligon može da funkcioniše kao vremeplov, mada zaključuje da je to više nedostatak klasične kvantne teorije nego dokaz da je narušavanje uzročnosti moguće.

#### Drugi pristupi zasnovani na opštoj relativnosti
Drugi pristup uključuje gusti cilindar koji se vrti poznat pod nazivom Tiplerov cilindar, opšterelativističko rešenje koje su otkrili Vilem van Stokum, 1936. godine i Kornel Lancoš, 1924, ali koje nije prepoznavalo zatvorene vremenske krive‍:21 sve do analize Frenka Tiplera, 1974. godine. Ako je cilindar beskonačno dugačak i obrće se dovoljno brzo oko svoje dugačke osnove, onda svemirski brod koji leti u cilindru po spiralnoj putanji može putovati u prošlost (ili u budućnost, u zavisnosti od smera njegove spirale). Međutim, potrebna gustina i brzina su toliko velike da obična materija nije dovoljno jaka da ih konstruiše. Sličan uređaj bi mogao biti napravljen od kosmičke strune, ali nije poznato da one postoje, i izgleda da je nemoguće napraviti novu kosmičku strunu. Fizičar Ronald Malet pokušava da stvori uslove rotirajuće crne rupe sa prstenastim laserima, kako bi zakrivio prostorvreme i omogućio putovanje kroz vreme.
Fundamentalniji prigovor teorijama zasnovanim na rotirajućim cilindrima ili kosmičkim strunama izneo je Stiven Hoking, koji je dokazao teoremu koja pokazuje da je prema opštoj relativnosti nemoguće konstruisati vremeplov posebnog tipa („vremeplov sa kompaktno generisanim Košijevim horizontom”) u području gde je zadovoljen uslov slabe energije, što znači da to područje ne sadrži materiju sa negativnom energetskom gustinom (egzotičnu materiju). Rešenja kao što je Tiplerovo pretpostavljaju cilindre beskonačne dužine, koji su lakši za matematičku analizu, a iako Tipler kaže da bi konačni cilindar mogao proizvesti zatvorene vremenske krive ako je rotacija dovoljno brza,‍:169 on nije to dokazao. Ali Hoking ukazuje da se zbog njegove teoreme, „to ne može učiniti sa pozitivnom energetskom gustinom svuda! Mogu da dokažem da je za konstrukciju konačnog vremeplova potrebna negativna energija.”‍:96 Ovaj rezultat potiče iz Hokingovog rada iz 1992, koji se bavi pretpostavkom o zaštićenosti hronologije, gde ispituje „slučaj da se narušavanja kauzalnosti javljaju u konačnoj oblasti prostorvremena bez zakrivljenih singularnosti” i dokazuje da će „postojati Košijev horizont koji je kompaktno generisan i da generalno sadrži jednu ili više zatvorenih nultih geodezijskih linija koje će biti nepotpune. Mogu se definisati geometrijske veličine koje mere Lorencov bust (boost) i uvećanje oblasti pri kretanju po ovim zatvorenim nultim geodezijskim linijama. Ako se narušenje kauzalnosti razvilo od nekompaktne inicijalne površine, prosečni uslov slabe energije mora biti narušen na Košijevom horizontu.” Ova teorema ne isključuje mogućnost putovanja kroz vreme pomoću vremeplova sa nekompaktno generisanim Košijevim horizontima (kao što je Dojč-Policerov vremeplov) ili u područjima koja sadrže egzotičnu materiju, koja bi se koristila za crvotočine ili Alkubijerov pogon.

### Kvantna fizika

#### Teorema o nekomunikaciji
Kada se signal šalje sa jedne i prima na drugoj lokaciji, onda doklegod se signal kreće brzinom svetlosti ili sporije, matematika simultanosti u teoriji relativnosti pokazuje da se svi referentni okviri slažu da se prenos dogodio pre prijema. Kada signal putuje brže od svetlosti, on se prima pre nego što je poslat, u svim referentnim okvirima. Može se reći da se signal pomerio u prošlost. Ovaj hipotetički scenario se ponekad naziva tahionskim antitelefonom.
Kvantnomehanički fenomeni kao što su kvantna teleportacija, EPR paradoks ili kvantno sprezanje mogu izgledati kao da kreiraju mehanizam koji omogućava komunikaciju bržu od svetlosti ili putovanje kroz vreme, a zapravo neke interpretacije kvantne mehanike kao što je Bomova (Bohm) interpretacija pretpostavlja da se neke informacije razmenjuju između čestica u trenutku kako bi se zadržale korelacije između čestica. Ovaj efekat je Ajnštajn nazvao „sablasna aktivnost na daljinu”.
Ipak, činjenica da je kauzalnost očuvana u kvantnoj mehanici rigorozan je rezultat u modernim kvantnim teorijama polja, te stoga moderne teorije ne dopuštaju putovanje kroz vreme ili komunikaciju bržu od svetlosti. U svakom posebnom slučaju gde se tvrdilo da je komunikacija brža od svetlosti moguća, detaljnija analiza pokazala je da se, da bi se dobio signal, mora koristiti neki oblik klasične komunikacije.комуникације Teorema o nekomunikaciji takođe daje opšti dokaz da se kvantno sprezanje ne može koristiti za prenos informacija brže od klasičnih signala.

#### Interagujuća „mnogosvetovska” interpretacija
Varijacija Everetove „mnogosvetovske” interpretacije kvantne mehanike daje rešenje paradoksa dede koji uključuje putnika kroz vreme koji stiže u različit univerzum od onoga iz koga je pošao; kaže se da s obzirom da putnik stiže u istoriju drugog univerzuma, a ne u sopstvenu istoriju, onda to nije „pravo” putovanje kroz vreme. Prihvaćena „mnogosvetovska” interpretacija kaže da se svi mogući kvantni događaji mogu pojaviti u međusobno isključivim istorijama. Međutim, neke varijacije dozvoljavaju različitim univerzumima da stupaju u interakciju. Ovaj koncept se najčešće koristi u naučnoj fantastici, ali neki fizičari kao što je Dejvid Dojč kažu da bi putnik kroz vreme trebalo da završi u različitoj istoriji od one iz koje je krenuo. S druge strane, Stiven Hoking tvrdi da bi, čak i ako je mnogosvetovska interpretacija tačna, trebalo da očekujemo da svaki putnik kroz vreme iskusi jednu konzstentnu istoriju, tako da putnici kroz vreme ostaju u okviru svog, a ne putuju u različit svet. Fizičar Alen Everet tvrdi da Dojčov pristup „uključuje modifikaciju fundamentalnih principa kvantne mehanike; on svakako ide dalje od jednostavnog usvajanja mnogosvetovske interpretacije”. Everet takođe tvrdi da čak i ako je Dojčov pristup tačan, to bi impliciralo da bi se svaki makroskopski objekat sastavljen od više čestica raspao tokom putovanja u prošlost kroz crvotočinu, pri čemu bi različite čestice dospele u različite svetove.

### Eksperimentalni rezultati
Određeni eksperimenti koji su sprovedeni daju utisak obrnute kauzalnosti, ali ne uspevaju da je pokažu prilikom bližeg ispitivanja.
Eksperiment Marlana Skalija pod nazivom „kvantni brisač sa odloženim izborom” uključuje parove spregnutih fotona koji su podeljeni na „signalne fotone” i „dokone fotone”, pri čemu se signalni fotoni pojavljuju na jednoj ili dve lokacije i kasnije se meri njihova pozicija kao u eksperimentu sa dva proreza. U zavisnosti od merenja dokonog fotona, eksperimentator može ili da sazna sa koje od dve lokacije je izašao signalni foton ili da „obriše” tu informaciju. Iako se signalni fotoni mogu izmeriti pre nego što je donesena odluka o dokonim fotonima, izgleda da je izbor retroaktivno determinisan time da li se opaža interferencija ili ne kada se koreliraju merenja dokonih fotona sa odgovarajućim signalnim fotonima. Međutim, s obzirom da se interferencija može opaziti samo posle merenja dokonih fotona, a oni su u korelaciji sa signalnim fotonima, ne postoji način da eksperimentatori unapred utvrde koji će izbor biti napravljen samo pomoću posmatranja signalnih fotona, jedino prikupljanjem klasičnih informacija iz celog sistema; prema tome kauzalnost je očuvana.
Eksperiment Liđuna Vanga bi takođe mogao da pokaže narušavanje uzročnosti jer je on uspeo da pošalje pakete talasa kroz sijalicu sa cezijumom tako da je paket izašao iz sijalice 62 nanosekunde pre nego što je ušao, ali paket talasa nije jedan dobro definisan objekat već zbir više talasa različitih frekvencija (v. Furijeova analiza), a paket može izgledati da se kreće brže od svetlosti ili čak unazad u vremenu, čak i ako nijedan od čistih talasa iz zbira to ne čini. Ovaj efekat se ne može koristiti za slanje bilo kakve materije, energije ili informacija brzinom bržom od svetlosne, tako da ni ovaj eksperiment ne podrazumeva kršenje uzročnosti.
Fizičari Ginter Nimc i Alfons Štalhofen, sa Univerziteta u Koblencu, tvrde da su narušili Ajnštajnovu teoriju relativnosti tako što su emitovali fotone brže od brzine svetlosti. Oni kažu da su sproveli eksperiment u kome su mikrotalasi putovali „trenutno” između para prizmi međusobno razdvojenih 0,91 m, pomoću fenomena poznatog kao tunel efekat. Nimc je za časopis New Scientist izjavio: „Ovo je za sada jedino narušavanje specijalne relativnosti za koje znam”. Međutim, drugi fizičari kažu da ovaj fenomen ne dozvoljava informacijama da budu prenošene brže od svetlosti. Efraim Stainberg, stručnjak za kvantnu optiku sa Univerziteta u Torontu, koristi analogiju sa vozom koji putuje iz Čikaga za Njujork, ali ostavlja vagone na svakoj stanici na svom putu, tako da se sredina voza pomera unapred na svakoj stanici; na taj način, brzina središta voza premašuje brzinu svakog pojedinačnog vagona.
Šengvang Du, u jednoj recenziji časopisa, tvrdi da je prilikom posmatranja pojedinačnih prekursora fotona, utvrdio da oni ne putuju brže od c u vakuumu. U svom eksperimentu je koristio sporo svetlo kao i propuštanje svetlosti kroz vakuum. Generisao je dva pojedinačna fotona koji su ohlađeni laserom (usporavajući pritom svetlost) i propuštao jedan kroz vakuum. Oba puta, prekursori su prethodili glavnom telu fotona, a prekursor je putovao brzinom svetlosti u vakuumu. Prema Duu, to ukazuje da nije moguće da svetlost putuje brže od c i da, prema tome, nije moguće narušavanje uzročnosti.

### Odsustvo putnika iz budućnosti
Odsustvo putnika iz budućnosti je jedna verzija Fermijevog paradoksa. Kako odsustvo vanzemaljaca ne dokazuje da oni ne postoje, tako odsustvo putnika kroz vreme ne može da dokaže da je putovanje kroz vreme fizički nemoguće; može biti da je putovanje kroz vreme fizički moguće, ali nikad nije razvijeno ili je oprezno korišćeno. Karl Segan je jednom predložio mogućnost da su putnici kroz vreme tu, ali da skrivaju svoje postojanje ili nisu prepoznati kao putnici kroz vreme. Neke verzije opšte relativnosti sugerišu da putovanje kroz vreme može biti moguće samo u oblasti prostorvremena koje je zakrivljeno na određen način, i prema tome, putnici kroz vreme ne bi mogli da se vrate u ranije oblasti prostorvremena, pre nego što je ta oblast postojala. Stiven Hoking je izjavio da bi to moglo objasniti zašto svet već nije preplavljen „turistima iz budućnosti”.
Sprovedeno je nekoliko eksperimenata kako bi se ljudi iz budućnosti, koji su možda pronašli tehnologiju putovanja kroz vreme, namamili da se vrate i demonstriraju je ljudima iz sadašnjosti. Događaji kao što su Odredišni dan (Destination Day) u Pertu ili Kongres putnika kroz vreme, na univerzitetu MIT, objavili su gomilu trajnih „oglasa” sa vremenom i mestom susreta za buduće putnike kroz vreme. Godine 1982, jedna grupa u Baltimoru, u Merilendu, koja je sebe nazvala Hrononautima, napravila je doček za posetioce iz budućnosti. Oni su ovim eksperimentima želeli da dobiju pozitivan rezultat i pokažu postojanje putovanja kroz vreme, ali do sada nisu u tome uspeli — nije poznato da je ijedan putnik kroz vreme došao na njihov doček. Neke verzije „mnogosvetovske” interpretacije mogu se upotrebiti da objasne da su ljudi iz budućnosti putovali u prošlost, ali su otišli u vreme i mesto u paralelnom univerzumu.

## Putovanje u budućnost u fizici

### Vremenska dilatacija
Postoji veliki broj vidljivih dokaza za vremensku dilataciju u specijalnoj relativnosti i za gravitacionu vremensku dilataciju u opštoj relativnosti, na primer u posmatranju čuvenog atmosferskog raspada miona. Teorija relativnosti kaže da je brzina svetlosti nepromenljiva za sve posmatrače u bilo kom referentnom sistemu; to jest, ona je uvek ista. Vremenska dilatacija je direktna posledica nepromenljivosti brzine svetlosti. Ona se može smatrati u ograničenom smislu kao „putovanje u budućnost”: Osoba može koristiti vremensku dilataciju tako da za nju prođe mala količina sopstvenog vremena, dok negde drugde prođe velika količina sopstvenog vremena. To se može postići putovanjem relativističkim brzinama ili pomoću efekata gravitacije.
Za dva identična časovnika koji se kreću jedan u odnosu na drugi, svaki od njih meri da onaj drugi kuca sporije. To je moguće zbog relativnosti simultanosti. Međutim, simetrija se narušava ako jedan od časovnika ubrza, omogućavajući pritom da za jedan časovnik protekne manje sopstvenog vremena nego za drugi. Paradoks blizanaca opisuje sledeće: Jedan blizanac ostaje na Zemlji, dok drugi ubrzava do relativističke brzine dok putuje u svemir, okreće se, i vraća natrag na Zemlju; blizanac koji je putovao ostario je manje nego blizanac koji je ostao na Zemlji, zbog vremenske dilatacije koju je doživeo tokom ubrzanja. Opšta relativnost tretira efekte ubrzanja i efekte gravitacije kao ekvivalentne i pokazuje da se vremenska dilatacija takođe javlja u gravitacionim bunarima, pri čemu časovnik koji je dublje u bunaru kuca sporije. Ovaj efekat se uzima u obzir kada se kalibrišu časovnici Globalnog pozicionog sistema i on može dovesti do značajnih razlika u brzini starenja za posmatrače na različitim udaljenostima od velikog gravitacionog bunara kao što je crna rupa.‍:33–130
Vremeplov koji koristi ovaj princip mogao bi biti, na primer, sferična školjka prečnika 5 metara i mase Jupitera. Osoba u njenom središtu će putovati unapred kroz vreme brzinom četiti puta većom od udaljenih posmatrača. Ne očekuje se da će u bliskoj budućnosti ljudska tehnologija moći da sabije masu velike planete u jednu tako malu strukturu.‍:76–140 Uz sadašnju tehnologiju, moguće je učiniti da ljudski putnik ostari samo za nekoliko milisekundi manje od pripadnika svoje vrste na Zemlji, a trenutni rekord drži kosmonaut Sergej Krikaljov sa 20 milisekundi.

## Filozofija
Filozofi su raspravljali o prirodi vremena još od doba stare Grčke. Na primer, Parmenid je izneo gledište da je vreme iluzija. Vekovima kasnije, Isak Njutn je podržavao ideju o apsolutnom vremenu, dok je njegov savremenik Gotfrid Vilhelm Lajbnic tvrdio da je vreme samo odnos između događaja i da se ono ne može izraziti nezavisno. Iz ovog potonjeg pristupa je na kraju proistekla prostorvremenska relativnost.

### Prezentizam nasuprot eternalizmu
Mnogi filozofi tvrde da relativnost implicira eternalizam, ideju da prošlost i budućnost postoje u pravom smislu, a ne samo kao promene koje su se desile ili će se desiti sadašnjosti. Filozof nauke Din Rikls se ne slaže sa nekim kvalifikacijama, ali napominje da je „izgleda konsenzus među filozofima da su specijalna i opšta relativnost nekompatibilne sa prezentizmom.” Neki filozofi vide vreme kao dimenziju jednaku prostornim dimenzijama, da su budući događaji „već tamo” u istom smislu kao što postoje različita mesta, kao i da ne postoji objektivni protok vremena; međutim, ovo gledište je sporno.
Prezentizam je filozofska škola koja smatra da budućnost i prošlost postoje samo kao promene koje su se desile ili će se desiti sadašnjosti i koje ne postoje same za sebe. Prema ovom gledištu, putovanje kroz vreme je nemoguće, jer ne postoji budućnost ili prošlost u koju bi se putovalo. Keler i Nelson tvrde da čak i ako prošli i budući objekti ne postoje, i dalje mogu postojati konačne istine o prošlim i budućim događajima i stoga je moguće da buduća istina o putniku kroz vreme koji odlučuje da se vrati u sadašnjost može objasniti njegovu pojavu u sadašnjosti; neki autori osporavaju ova gledišta.
Prezentizam u klasičnom prostorvremenu smatra da samo sadašnjost postoji; ovo se ne slaže sa posebnom relativnošću, kako je pokazano u sledećem primeru: Alis i Bob su istovremeni posmatrači događaja О. Za Alis, neki događaj E dešava se istovremeno sa O, ali za Boba, događaj E je u prošlosti ili budućnosti. Prema tome, Alis i Bob se ne slažu oko toga šta postoji u sadašnjosti, što je u kontradikciji sa klasičnim prezentizmom. „Prezentizam ovde-sada” pokušava ovo da pomiri tako što samo priznaje vreme i mesto pojedinačne tačke; to nije zadovoljavajuće jer se objekti koji dolaze i odlaze iz „ovde-sada” menjaju naizmenično između stvarnog i nestvarnog, pored toga što nedostaje privilegovano „ovde-sada” koje bi bilo „prava” sadašnjost. „Relativizovani prezentizam” priznaje da postoji beskonačan broj referentnih okvira, da svaki od njih ima različit skup simultanih događaja, što onemogućava razlikovanje jedne „prave” sadašnjosti, i stoga su svi događaji u vremenu stvarni — čineći pritom razliku između prezentizma i eternalizma manje jasnom — ili svaki referentni okvir postoji u svojoj stvarnosti. Opcije prezentizma u specijalnoj relativnosti su izgleda iscrpljene, ali Godel i drugi pretpostavljaju da bi prezentizam mogao da važi za neke oblike opšte relativnosti. Generalno, ideja o apsolutnom vremenu i prostoru smatra se nekompatibilnom sa opštom relativnošću; ne postoji univerzalna istina o apsolutnoj poziciji događaja koji se dešavaju u različito vreme, i prema tome ne postoji način da se utvrdi koja je tačka u prostoru u jedno vreme na univerzalnoj „istoj poziciji” u drugo vreme, i svi koordinatni sistemi su na istoj osnovi kao što je dato principom kovarijantnosti.

### Paradoks dede
Uobičajeni prigovor na ideju o putovanju u prošlost izražava se paradoksom dede ili argumentom autočedomorstva. Ako bi neko uspeo da se vrati u prošlost, javile bi se nedoslednosti i kontradikcije ako bi putnik kroz vreme bilo šta promenio; kontradikcija je ako prošlost postane drugačija od onoga što jeste. Paradoks se obično opisuje tako da osoba odlazi u prošlost i ubija sopstvenog dedu, onemogućavajući pritom postojanje sopstvenog oca ili majke i samim tim i sopstveno postojanje. Filozofi se pitaju da li ti paradoksi čine putovanje kroz vreme nemogućim. Neki odgovaraju na ove paradokse tvrdnjom da je putovanje u prošlost možda moguće, ali da ju je možda nemoguće promeniti na bilo koji način, što je ideja slična Novikovljevom principu samokonzistentnosti u fizici.

### Ontološki paradoks

#### Komposibilnost
Prema filozofskoj teoriji komposibilnosti, ono što se može dogoditi, na primer u kontekstu putovanja kroz vreme, mora biti odmereno u odnosu na kontekst svega što se odnosi na tu situaciju. Ako je prošlost ustrojena na određeni način, onda nije moguće da ona bude ustrojena na bilo koji drugi način. Ono što se može dogoditi kada putnik kroz vreme poseti prošlost ograničeno je onim što se dogodilo, kako bi se eliminisale logičke kontradikcije.

#### Princip samokonzistentnosti
Novikovljev princip samokonzistentnosti, nazvan prema Igoru Dimitrijeviču Novikovu, kaže da su bilo koje akcije preduzete od strane putnika kroz vreme ili objekta koji putuje u prošlost bile sve vreme deo istorije, i prema tome, putnik kroz vreme ne može ni na koji način „promeniti” istoriju. Međutim, akcije putnika kroz vreme mogu biti uzrok događaja u njegovoj prošlosti, što dovodi do mogućnosti cirkularne uzročnosti, ponekad nazvane paradoks predodređenosti ontološki paradoks, ili butstrap (bootstrap) paradoks. Novikovljev princip samokonzistentnosti tvrdi da lokalni zakoni fizike u oblasti prostorvremena u kojoj se nalaze putnici kroz vreme ne mogu nikako biti drugačiji od lokalnih zakona fizike u bilo kojoj drugoj oblasti prostorvremena.
Filozof Keli L. Ros tvrdi u „Pardoksima putovanja kroz vreme” da se u scenariju koji uključuje fizički objekat čija svetska linija ili istorija formira zatvorenu petlju u vremenu može javiti narušavanje drugog zakona termodinamike. Ros koristi film „Negde u vremenu” (Somewhere in Time) kao primer takvog ontološkog paradoksa, gde osoba dobija jedan časovnik i 60 godina kasnije isti časovnik se vraća u prošlost i dobija ga ista osoba. Ros kaže da će se entropija časovnika povećati, a časovnik će biti pohabaniji sa svakim ponavljanjem sopstvene istorije. Drugi zakon termodinamike moderni fizičari shvataju kao statistički zakon, tako da smanjenje entropije ili nepovećanje entropije nije nemoguće, samo je malo verovatno. Pored toga, entropija se statistički povećava u sistemima koji su izolovani, tako da neizolovani sistemi, kao što je objekat, koji su u interakciji sa spoljnim svetom, mogu postati manje pohabani i smanjene entropije i moguće je da objekat čija svetska linija formira zatvorenu petlju bude uvek u istom stanju u istoj tački istorije.‍:23

## Spoljašnje veze
- Da li je putovanje kroz vreme moguće? — National Geographic Srbija
- Paradoks blizanaca — Svet nauke